# ITV1
ITV1 é uma marca genérica que é utilizada por doze franquias da rede ITV britânica nas regiões Ingleses, País de Gales, no sul da Escócia, Ilha de Man e os redutos de Jersey e Guernsey. A marca foi introduzida pela ITV1 por "Carlton Communications" e "Granada PLC" em 2001, juntamente com as identidades regionais de seus onze empresas regionais. ITV1 substituído essas marcas regionais completamente em outubro de 2002, antes de Granada e Carlton se fundiram para formar "ITV plc" em 2004. A marca também é usado pelos não-ITV canal de televisão de propriedade PLC. A marca ITV, no entanto, deve ser distinguida da ITV do Reino Unido de largura, dos quais ITV forma uma grande proporção.
A programação deste canal é eminentemente comercial bem sucedida tendo programas de êxito, como a telenovela Coronation Street, que há décadas está no ar. Outras séries de ficção longas que renderam êxito foram Emmerdale e The Bill. Destacam-se também em sua programação programas como The X Factor, Dancing On Ice, Ant and Dec's Saturday Night Take Away, Britain's Got Talent, I'm A Celebrity Get Me Out Of Here!, You've Been Framed, This Morning e The Alan Tichmarsh Show.